# Apóstolos Nikolaïdis
 (octobre 2022).
Si vous disposez d'ouvrages ou d'articles de référence ou si vous connaissez des sites web de qualité traitant du thème abordé ici, merci de compléter l'article en donnant les références utiles à sa vérifiabilité et en les liant à la section « Notes et références ».
Pour les articles homonymes, voir Nikolaïdis.
Apóstolos Nikolaḯdis (en grec moderne : Απόστολος Νικολαΐδης, 30 juin 1938 - 22 avril 1999) est un chanteur grec.